# دنیای آپو
آپور سانسار یا دنیای آپو (بنگالی: [अपुर संसार] Error: {{Lang}}: متن دارای نشانه‌گذاری ایتالیک است (راهنما)) فیلمی در ژانر درام به کارگردانی ساتیاجیت رای است که در سال ۱۹۵۹ میلادی منتشر شد. از بازیگران آن می‌توان به شارمیلا تاگور اشاره کرد. فیلم‌نامهٔ این اثر سینمایی بر اساس داستانی از بیبوتیبوشان باندوپادهای نوشته شده است.

## افتخارات
جایزه ملی فیلم (هند)
- برنده – هفتمین دوره – نشان طلا برای بهترین فیلم هند[۱]

بنیاد فیلم بریتانیا (جشنواره فیلم لندن)
- برنده – ۱۹۶۰ – جایزه ساترلند برای بهترین فیلم اصلی

چهاردهمین دورهٔ جشنواره فیلم ادینبورگ
- برنده – ۱۹۶۰ – دیپلم شایستگی

هیئت ملی بازبینی فیلم (ایالات متحده)
- برنده – ۱۹۶۰ – بهترین فیلم خارجی

جوایز فیلم بفتا (انگلستان)
- نامزد – پانزدهمین دوره – جایزه بفتای بهترین فیلم

این فیلم به عنوان نمایندهٔ سینمای هند برای بخش بهترین فیلم خارجی‌زبان در سی و دومین دوره جوایز اسکار انتخاب شد، اما به جمع نامزدها راه پیدا نکرد.